# Katamaran Friedrichshafen–Konstanz

Fridolin vor Friedrichshafen

Fridolin in Friedrichshafen

Fridolin vor Konstanz

Der Katamaran Friedrichshafen–Konstanz verbindet stündlich die beiden Bodensee-Städte Friedrichshafen und Konstanz. Betreiber ist die Katamaran-Reederei Bodensee GmbH & Co. KG, eine Tochtergesellschaft der Technischen Werke Friedrichshafen (TWF) und der Stadtwerke Konstanz (SWK). Die Managementleistung erbringt die Stadtwerk am See GmbH & Co. KG und die technisch-nautischen Dienstleistungen die Bodensee-Schiffsbetriebe GmbH.

## Geschichte

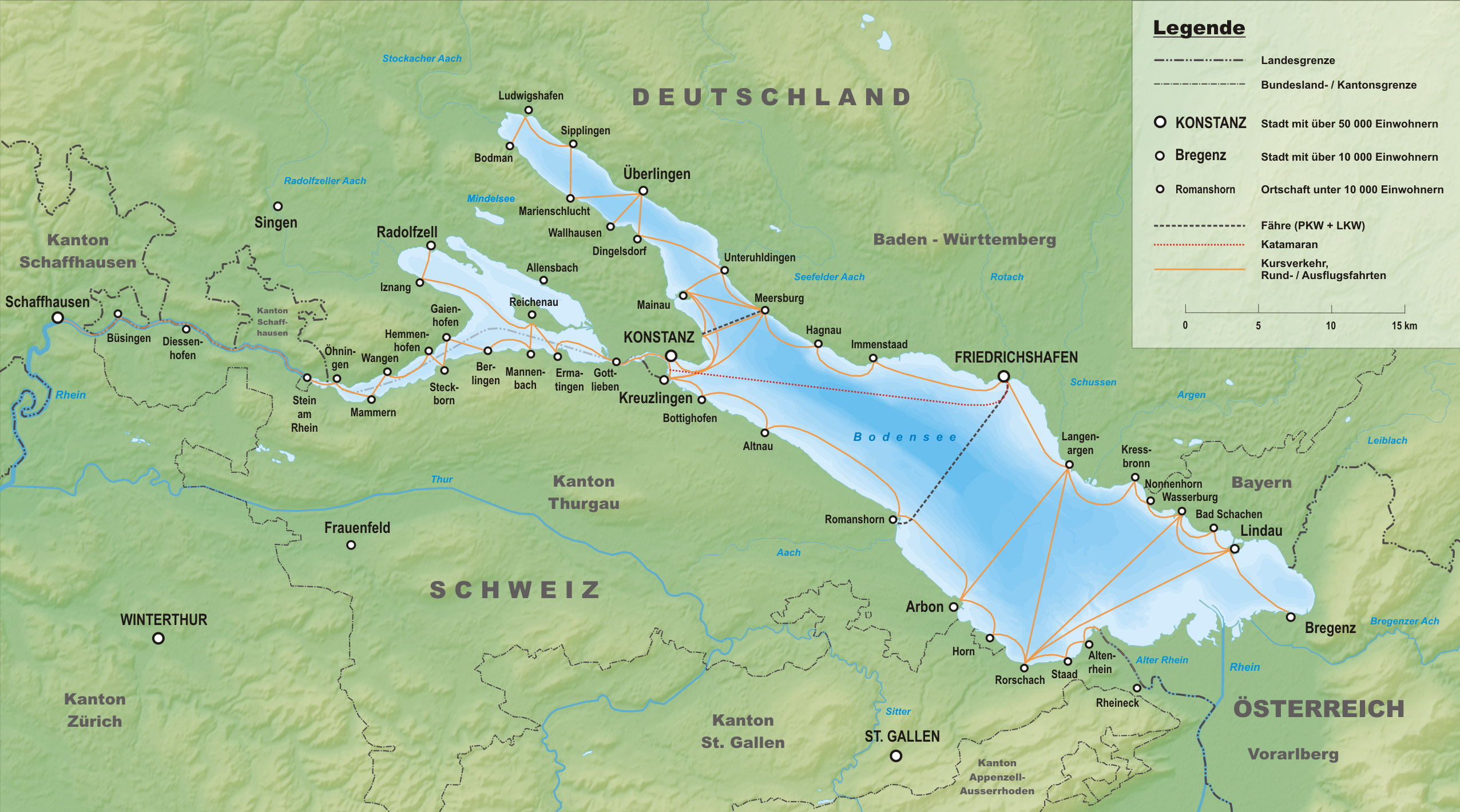
Schifffahrtsrouten auf dem Bodensee

Katamaran „Ferdinand“ in Konstanz

Ferdinand verlässt rückwärts den Fährhafen Friedrichshafen

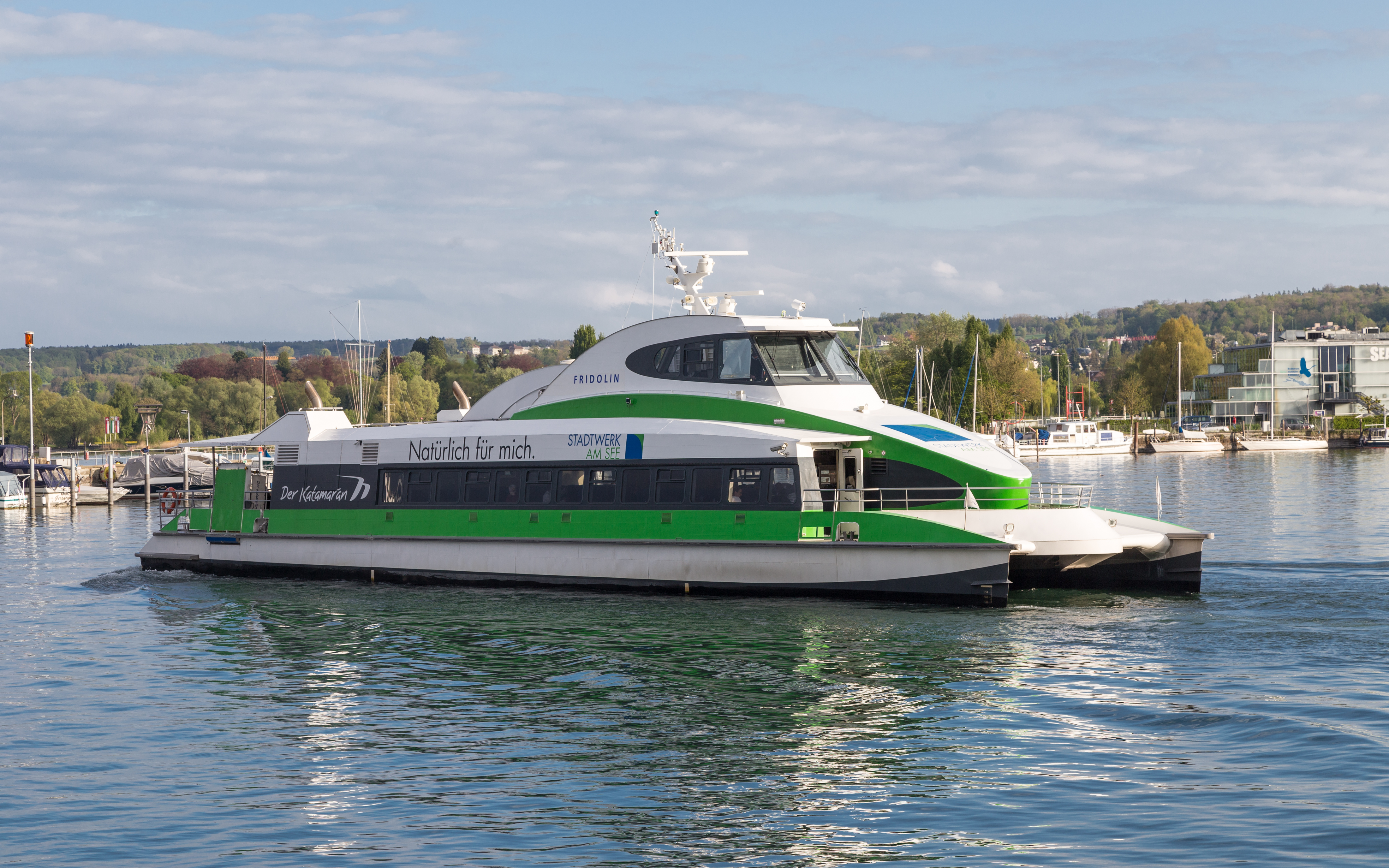
Fridolin 2017 in Konstanz

Constanze vor Konstanz

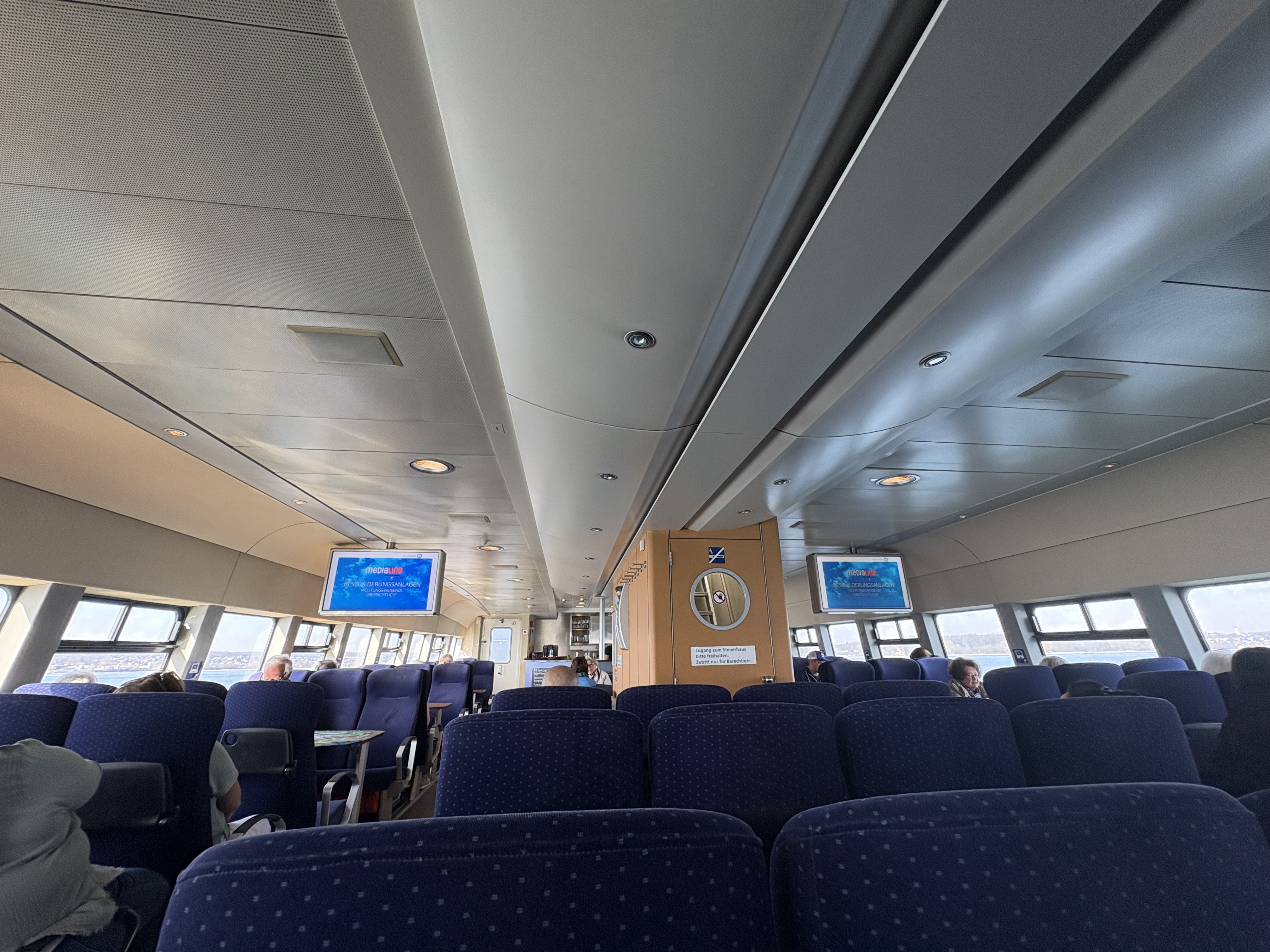
Innenraum

Die Reederei wurde am 28. November 1998 mit dem Ziel gegründet, durch eine solche Verbindung den öffentlichen Personennahverkehr auf dem Bodensee zu verbessern. Nach der Ausarbeitung verschiedener Ideen begann die Bodan-Werft in Kressbronn am Bodensee am 15. Dezember 2004 mit dem Bau des ersten Katamarans. Der zweite Katamaran folgte einen Monat später. Nach einigen Probefahrten fand am 1. Juli 2005 die Taufe der beiden Schiffe auf die Namen Constanze (Heimathafen: Konstanz) und Fridolin (Heimathafen: Friedrichshafen) statt. Fünf Tage später wurden sie durch den damaligen Bundespräsident Horst Köhler offiziell in Betrieb genommen, am folgenden Tag begann der fahrplanmäßige Verkehr. Der dritte Katamaran mit dem Namen Ferdinand (Heimathafen: Friedrichshafen) wurde am 28. Januar 2007 getauft und wird seit Februar 2007 vorwiegend im Charter- und Ausflugsverkehr und zur Reserve verwendet.
Ursprünglich waren alle drei Schiffe, wie bei der deutschen Weißen Flotte üblich, einheitlich weiß gestrichen. Seit 2012 sind Fridolin und Constanze  in den Markenfarben der beiden Gesellschafter gehalten: Fridolin in den Farben des Friedrichshafener Stadtwerks am See grün und blau, Constanze mit der Farbe der Stadtwerke Konstanz rot.
Entgegen ursprünglicher Befürchtungen vor allem von Fischern und Seglern war der Katamaran lange ohne Unfälle und Konflikte mit anderen Seenutzern unterwegs. Im Jahr 2007 verlieh der Bodensee-Segler-Verband (BSV) deshalb den Sonderpreis für Faires Miteinander auf dem See an die Katamaran-Schiffsführer. 2016 aber verursachte der Katamaran Constanze einen schweren Unfall, eine Kollision mit einer Segelyacht, die sofort sank, auf der Höhe von Hagnau.
Als Folge der Bedenken vieler Wassersportler durften die Katamarane auf ihrer „Schnellfahrstrecke“ außerhalb der Konstanzer Bucht den „grünen Ball“ nach Bodenseeschifffahrtsordnung, der sie als vorfahrtsberechtigte Linienschiffe kennzeichnet, nicht führen. Sie galten daher während der längsten Strecke ihrer Fahrt als normale Motorboote mit der Vorschrift etwa Segelbooten ausweichen zu müssen. Ab Februar 2024 wurde diese Regelungen von der Unteren Schifffahrtsbehörde aufgehoben, für den Katamaran gelten seitdem ganzheitlich die gleichen Vorfahrtsregeln wie für Autofähren und BSB-Schiffe.

## Betrieb

### Fahrplan

#### Normalfahrplan
Der Katamaran verkehrt zwischen 6 (Mo–Fr) bzw. 8 (Sa/So) und 19 Uhr (jeweils Abfahrt; im Sommer am Wochenende zusätzlich bis 24 Uhr im 2-Stunden-Takt) in einer planmäßigen Fahrzeit von 52 Minuten.
In Friedrichshafen ist der Fahrplan auf die Bodensee-Oberschwaben-Bahn abgestimmt, so dass direkte Anschlüsse nach Ravensburg, Weingarten und Aulendorf  bestehen.

#### Rundfahrt
Insbesondere während der Sommerferien in Baden-Württemberg wurden bis zum Jahr 2022 um 13 Uhr Rundfahrten ab Friedrichshafen durchgeführt.

#### Wetterbedingte Einschränkungen
Bei hohen Windstärken und Wellen über 1,20 Meter Höhe kann der Katamaran nicht verkehren. Bei Ausfällen ist die Fahrkarte des Katamaran ersatzweise im Konstanzer Stadtbus, auf der Fähre Konstanz-Meersburg und im Busregionalverkehr Bodenseekreis gültig.

#### Coronapandemie
Pandemiebedingt war der Fahrplan deutlich reduziert, sodass ab Fahrplanwechsel Dezember 2020 nur ein Katamaran im Einsatz war. Es wurden nur vier Pendler-Fahrtenpaare (Friedrichshafen ab 6/8/16/18 Uhr, Konstanz ab 7/9/17/19 Uhr) angeboten. Der Wochenend- und Feiertagsverkehr entfiel.
Mit 15. April 2022 war dann wieder der Normalfahrplan erreicht.

### Nutzung
Nach Angaben der Katamaran-Reederei wurden in den ersten fünf Betriebsjahren bei 45.000 Fahrten rund 1,7 Millionen Passagiere befördert. 2019 nutzten mehr als 471.000 Menschen die drei Schiffe, das sind über 1.290 Fahrgäste täglich. Für das gleiche Jahr wird die Zahl der Inhaber einer Jahreskarte mit 1300 angegeben. Im August 2020 wurde der sechsmillionste Fahrgast begrüßt. Berufspendler nutzen den Katamaran ebenso wie Einheimische und Urlauber.

### Alternativrouten
Die Zahl der Berufspendler hat sich laut Reederei-Berichten deutlich erhöht. So kann sich die Katamaranverbindung mit der Fahrzeit von 52 Minuten (ca. 60 min Bahnhof-Stadtbahnhof) und 10,90 Euro Fahrpreis (Winterfahrplan 2020) sowohl gegen die Bahnverbindung mit Umsteigen in Radolfzell (90 Minuten, 12,50 Euro) als auch gegen den Individualverkehr über die Fährverbindung Konstanz–Meersburg behaupten (ca. 60 Minuten, ca. 15,90 Euro; Beispiel VW Golf ). Der Städteschnellbus Friedrichshafen–Konstanz (Linie 7394) stellt für Berufspendler immer noch eine günstige Alternative dar (ca. 65 Minuten, ca. 6,70 Euro). Mit der Akzeptanz der bodo-eCard sparen ÖPNV-Nutzer jedoch zusätzlich 10 %, indem sie den Katamaran zum Mehrfahrtentarif nutzen können. Weiter besteht die Möglichkeit, mit der Linie 1 vom Bahnhof Konstanz zum Fähranleger in Staad zu fahren, dann mit der Fähre nach Meersburg überzusetzen (oder mit dem Regionalbus Linie 700 direkt bis Meersburg) und weiter mit der Seelinie Bus 7395 bis zum Bahnhof Friedrichshafen zu fahren. (mit Bus 700 80 min)

### Tarif
Der Katamaran ist seit seiner Einführung weder an regionalen Verkehrsverbünden noch an Angeboten wie den regionalen Tageskarten (z. B. Bodensee-Ticket) beteiligt. Die Reederei akzeptiert jedoch die bodo-eCard und die Grüne Karte der Stadtwerk am See GmbH und gewährt damit zusätzlichen Rabatt auf den regulären Fahrpreis.

### Schiffe

#### Technische Daten
Die drei Doppelrumpfschiffe sind baugleich.
- Länge: 33,64 m
- Breite: 7,60 m
- Tiefgang: max. 1,40 m
- Bauweise: Aluminium
- Motoren: 2 × Dieselmotor von MAN mit je 13 l Hubraum und Common-Rail-Einspritzung
- Leistung: 2 × 412 kW/750 PS (ursprünglich 700 kW/950 PS)
- Antrieb: ZF-Wendegetriebe; 2 × fünfflügelige Propeller; Bugstrahlruder
- Navigation: Infrarot-Nachtsichtgerät; GPS-Autopilot; elektronische Seekarte; Swiss-Radar; Echolot; Richtmikrofon
- Indienststellung: 1. Juli 2005 (Constanze, Fridolin) / 28. Januar 2007 (Ferdinand)

#### Kapazität
Im Innenraum des Katamarans finden bis zu 182 Fahrgäste und 10 Fahrräder Platz. Dort sind außerdem ein W-Lan-Hotspot und Steckdosen sowie ein Bord-Bistro vorhanden. Zusätzlich befinden sich an Bug und Heck Freidecks zum Teil mit Sitzplätzen.

#### Umweltfreundliche Lösungen
Bei der Entwicklung der Katamarane wurde Wert auf Umweltfreundlichkeit gelegt, um den See in dieser Hinsicht nur gering zu beeinflussen. Dies wurde vor allem durch den geringen Wellengang und die leise Fahrweise verwirklicht. 2017/18 wurde nach Angaben der Reederei die Antriebstechnik der Boote den strengeren wasserrechtlichen Bestimmungen und einer zulässigen Reisegeschwindigkeit von maximal nur noch 32 statt 35 km/h angepasst: die zwei 750 PS starken V8-MAN-Dieselmotoren wurden durch zwei 6-Zylinder-Reihenmotoren von MAN mit 560 PS ersetzt. Zusammen mit Verbesserungen an den Propellern und am Antriebsstrang verringerte sich dadurch der Kraftstoffverbrauch von 417 auf 373 Liter pro 100 Kilometer bei einer unveränderten Fahrzeit pro Strecke. Die Leistungsreserve genügt, um vorübergehend die auf dem Bodensee zulässige Höchstgeschwindigkeit von 22 Knoten zu erreichen, entsprechend 40 km/h. Ergänzt wurden die effizienteren Maßnahmen durch den Einbau eines passiven ungeregelten Dieselruß-Filtersystems.
Seit Dezember 2019 fährt der Katamaran Constanze als erstes deutsches Passagierschiff mit AdBlue und erfüllt damit die EU-Abgasnorm V.

#### Namensgebung
Die Namen für die ersten beiden Katamarane waren klar den beiden Städten zugeordnet, die verbunden werden, Fridolin für Friedrichshafen und Constanze für Konstanz. Die Benennung des dritten Schiffes mit Ferdinand soll an Ferdinand Graf von Zeppelin erinnern, der mit beiden Städten – Konstanz als Geburtsort und Friedrichshafen als Wirkungsort – verbunden war.

## Kritik

### Namensgebung
Der Name Fridolin war besonders bei der Friedrichshafener Bevölkerung umstritten, da die Ähnlichkeit mit dem Stadtnamen als nicht ausreichend empfunden wurde. Von der Bevölkerung wäre der Name Friederike vorgezogen worden.

### Fahrpreise und Kostendeckung
Neben den Namen standen vor allem auch die Fahrpreise mit damals 8,50 Euro für eine Einzelfahrt bereits vor der Inbetriebnahme in der Kritik. Weiterhin wurde die Wirtschaftlichkeit des Unternehmens kritisiert, dessen Ziel es war, ab 2009 Gewinne zu erzielen. Nach einem Defizit von 500.000 Euro im Jahr 2005 und von circa einer Million Euro 2006 hatte der Katamaran Ende November 2010 laut Reederei seit seinem Start 2005 trotz 335.000 Fahrgästen ein Defizit von über vier Millionen Euro angesammelt. Im Gemeinderat Konstanz regte sich deswegen Kritik an der Schiffsverbindung. Beide Gesellschafter, die Stadtwerke Konstanz und die Technischen Werke Friedrichshafen, verwiesen auf den Kostendeckungsgrad von 75 Prozent und stehen weiter zur Schiffslinie.
2016 bilanzierte die Reederei ein Defizit von nur noch 30.000 Euro. Laut Reederei-Bericht fährt die Verbindung seit 2017 in den schwarzen Zahlen und fuhr im Zeitraum  2017–2019 Gewinn ein. Der Überschuss lag 2019 bei 135.000 Euro.

### Umweltverträglichkeit
Schon während der Planungsphase wurde die Umweltverträglichkeit angezweifelt. Die eingereichte Klage gegen die wasserrechtliche Erlaubnis wurde jedoch vom Verwaltungsgerichtshof Baden-Württemberg abgewiesen.

## Beteiligungen
Komplementär der Katamaran-Reederei Bodensee GmbH & Co KG ist die Katamaran-Reederei Bodensee Verwaltungs-GmbH.